# Herb Bagrationowska

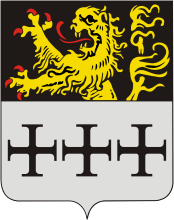
Herb Bagrationowska

Herb Bagrationowska przedstawia w tarczy herbowej dwudzielnej w pas w polu górnym czarnym wspiętego lwa złotego o czerwonych pazurach i języku, w polu dolnym srebrnym trzy czarne krzyże równoramienne w pas.
Obecnie obowiązujący wzór herbu przyjęto 18 czerwca 2003. Podział tarczy i mobilia herbowe są zgodne z historycznym herbem miasta.